# 죄르구

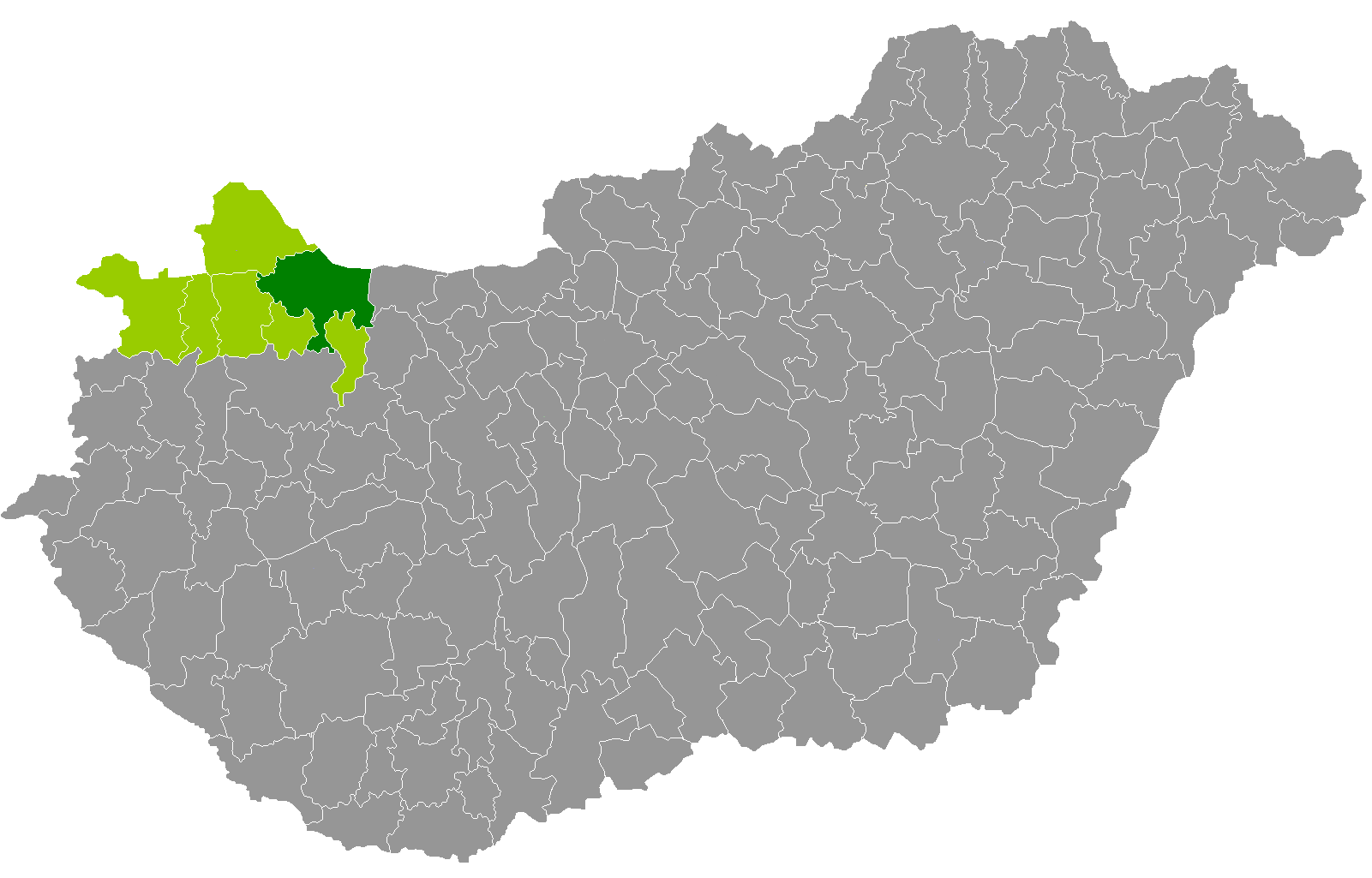
죄르모숀쇼프론주 지도에 표시된 죄르구의 위치

죄르구(헝가리어: Győri járás)는 헝가리 죄르모숀쇼프론주에 위치한 구로 구청 소재지는 죄르이며 면적은 903.40km2, 인구는 190,146명(2011년 기준), 인구 밀도는 210명/km2이다.
동쪽으로는 코마롬에스테르곰주 코마롬구, 키슈베르구, 남쪽으로는 펀논헐머구, 베스프렘주 파퍼구, 서쪽으로는 테트구, 초르너구, 북서쪽으로는 모숀머저로바르구와 접하며 북쪽으로는 슬로바키아와 국경을 접한다. 35개 지방 자치체(1개 도시주, 34개 마을)를 관할한다.

구 문장